# Francesco Sbarra
Francesco Sbarra (* 18. Februar 1611 in Lucca; † 20. März 1668 in Wien) war ein italienischer Dichter und Librettist.

## Leben und Werk
Die kleinadlige Familie Sbarra stammte aus Lombrici in der Versilia und gehörte zum Handelspatriziat der Republik Lucca. In diesem Umfeld erhielt Francesco Sbarra seine Musikausbildung.
1636 schrieb Francesco Sbarra erste allegorisch-moralische Dichtungen für Festveranstaltungen der Stadt Lucca und des dortigen Jesuitenkollegs. Nach ersten Erfolgen als Librettist für Antonio Cesti kam Francesco Sbarra auf Empfehlung von Antonio Cesti und Kardinal Ernst Adalbert von Harrach als Hofpoet von Erzherzog Ferdinand Karl nach Innsbruck. Nach Aussterben der Tiroler Linie wirkte Francesco Sbarra ab 1665 als Hofpoet am Kaiserhof in Wien.
Er schrieb für Antonio Cesti mehrere Textbücher, unter anderem zu Alessandro vincitor di se stesso (Venedig 1651), La magnanimità di Alessandro (Innsbruck 1662) und Il pomo d’doro (Wien 1668). Auf Libretti von Francesco Sbarra basieren auch das Reiterballett La contesa dell’aria e dell’agua (Musik: Antonio Bertali, Wien 1667) und das Sepolcro Il lutto dell’universo (Musik Leopold I., Wien 1668).